# Nouvelle-Calédonie La 1ère (télévision)
Pour les articles homonymes, voir Nouvelle-Calédonie La Première.
 (juin 2017).
Si vous disposez d'ouvrages ou d'articles de référence ou si vous connaissez des sites web de qualité traitant du thème abordé ici, merci de compléter l'article en donnant les références utiles à sa vérifiabilité et en les liant à la section « Notes et références ».
 (juillet 2023).
Nouvelle-Calédonie La 1ère est la chaîne de télévision généraliste publique française de proximité de France Télévisions diffusée dans la collectivité territoriale de Nouvelle-Calédonie.

## Histoire de la chaîne
Télé Nouméa naît de la volonté du Général de Gaulle d'installer la télévision, courant 1965, à Nouméa et à Tahiti en vue des élections présidentielles de décembre 1965 afin de compenser l'impact des essais nucléaires dans le Pacifique. Georges Pompidou, alors Premier ministre, a annoncé la bonne nouvelle seize mois plus tôt dans une allocution. Cette volonté politique forte explique qu'il n'aura fallu que huit mois à l'O.R.T.F. pour construire le bâtiment destiné à abriter la station sur le Mont Coffyn au-dessus de Nouméa, faire venir, monter et installer les trois premiers pylônes du réseau, recruter les équipes puis installer et décorer le studio.
Le 19 octobre 1965 à 18h30, le Haut-commissaire de la République, Jean Risterucci, donne le coup d’envoi de la première émission diffusée sur le territoire qui est inaugurée par Alain Peyrefitte, ministre de l’Information. Son allocution est suivie de celle du Haut-commissaire, de l'émission enfantine Bonne nuit les petits, puis du premier journal télévisé de Télé Nouméa suivi d’un film de 1948, Ruy Blas, jusque vers 21 heures où la petite lucarne s’éteignit. Pendant longtemps, les émissions n’ont en effet duré que deux heures et demie à trois heures par jour avec une priorité donnée à l’information locale qui occupe une bonne place dans les journaux télévisés, bien que des reportages de Métropole y soient aussi diffusés, parfois avec un peu de retard sur l'évènement relaté car envoyés de Paris par avion une fois par semaine. L’actualité concerne tout d'abord le Grand Nouméa et la Brousse, mais la nomination de Marie-Thérèse Guinchard comme rédactrice en chef en 1965 et la visite du Général de Gaulle en 1966 donnent un nouvel essor à ce rendez-vous. Les films sont aussi livrés par avion et l'approximation de leur arrivage a quelquefois de fâcheuses conséquences sur la programmation. Autour de ces programmes nouveaux apparaissent les premières speakerines comme Marie-Claire Rothut, Marie-Claude Stuart, Sonia Boyer, aujourd’hui vice-présidente de la Province Sud, ou encore Marie-France Cubadda, devenue ensuite journaliste de la chaîne.
Télé Nouméa rencontre un franc succès auprès des téléspectateurs à tel point que l’O.R.T.F. décide d'étendre la couverture de diffusion en dehors de Nouméa en installant un nouvel émetteur au mont Do entièrement acheminé par l’armée qui dut tracer une voie d'accès et monter le matériel à dos d’homme. Des réémetteurs sont ensuite installés en 1966 au Ouen-Toro et au Sémaphore puis vers le Nord, la côte Est et sur les hauteurs de la Grande Terre, afin de permettre à tous les Calédoniens de recevoir la télévision.
À la suite de l'éclatement de l'O.R.T.F. le 31 décembre 1974, les stations régionales de télévision de l’Outre-mer français sont intégrées à la nouvelle société nationale de programme France Régions 3 (FR3), nouvelle chaîne française des régions, au sein de la délégation FR3 DOM-TOM. La chaîne devient FR3-Nouvelle-Calédonie le 6 janvier 1975 et, comme chaque station régionale métropolitaine, produit et diffuse un journal télévisé régional, mais a aussi pour charge d’assurer la continuité territoriale en matière d’audiovisuel en diffusant des émissions des chaînes de télévision métropolitaines et passe à la couleur. En 1978 la chaîne retransmet pour la première fois par satellite et en direct la Coupe du monde de football se déroulant en Argentine. La publicité à la télévision est autorisée en 1975.
En 1983, la chaîne prend le nom de RFO Nouvelle-Calédonie à la suite de la création de la société nationale de programmes RFO (Société de Radiodiffusion et de télévision Française pour l'Outre-mer) par transfert des activités de FR3 pour l’outre-mer. Ses missions restent inchangées mais il lui est également demandé de produire des programmes. Durant les quatorze ans qui vont suivre, RFO Nouvelle-Calédonie va progressivement se doter d’équipements techniques de qualité afin de produire et diffuser de plus en plus d’émissions régionales. Des antennes décentralisées sont créées à Koné et Lifou à cette fin.
Lorsqu'un second canal de télévision, RFO 2, est lancé en avril 1988, elle est renommée RFO 1.
Le 1er février 1999, RFO Nouvelle-Calédonie devient Télé Nouvelle-Calédonie (également désignée sour l'acronyme TNC), à la suite de la transformation de RFO en Réseau France Outre-mer.
Depuis le 9 juillet 2004, Télé Nouvelle-Calédonie appartient à France Télévisions SA, société nationale unique au sein de laquelle est transférée RFO devenue filiale de la société unique France Télévisions SA.
La loi de réforme de l'audiovisuel no 2004-669 du 9 juillet 2004 intègre la société de programme Réseau France Outre-mer au groupe audiovisuel public France Télévisions dont dépend depuis Télé Nouvelle-Calédonie. Son président, Rémy Pflimlin, annonce le changement de nom du Réseau France Outre-mer en Réseau Outre-Mer 1re pour s'adapter au lancement de la TNT en Outre-Mer. Toutes les chaînes de télévisions du réseau changent de nom le 30 novembre 2010 lors du démarrage de la TNT et Télé Nouvelle-Calédonie devient ainsi Nouvelle-Calédonie 1re. Le changement de nom fait référence à la place de leader de cette chaîne sur son territoire de diffusion ainsi qu'à sa première place sur la télécommande et sa numérotation en cohérence avec les autres antennes du groupe France Télévisions. 
À partir de 2013, la chaîne est communément appelée NC1ère qui devient le nom officiel de la chaîne calédonienne. Le 1er janvier 2018, à la suite d'un procès avec la chaîne câblée Paris Première, NC1ère devient Nouvelle-Calédonie La 1ère (ou NC La 1ère en abrégé).
Nouvelle-Calédonie La 1re passe à la haute définition (HD) le 12 janvier 2022 sur la TNT et le satellite.

## Identité visuelle
Le logo de l'O.R.T.F. Nouvelle-Calédonie est formé des quatre lettres du sigle posées horizontalement sur trois ellipses, la lettre O en son centre formant la quatrième ellipse, évoquant aussi bien des ondes radioélectriques, que le système solaire ou la course d'un électron dans un univers fermé, sous lequel est inscrit la mention Télévision. Les indicatifs d'ouverture et de fermeture d'antenne de l'O.R.T.F. Nouvelle-Calédonie animent un enchevêtrement d'ellipses sur un fond étoilé qui, pour le premier, s'ordonnent pour former le logo de la chaîne, et pour le second, se rétractent pour former une étoile qui disparaît, comme un big bang à l'envers.
Comme toutes les stations régionales de FR3, FR3-Nouvelle-Calédonie adopte le 6 janvier 1975 le nouvel habillage de la troisième chaîne nationale dont l'indicatif d'ouverture d'antenne fait figurer les neuf stations d'Outre-mer et la métropole sur une musique composée par Francis Lai. À la suite de sa création le 31 décembre 1982, la nouvelle société nationale de programme RFO se dote d'une identité visuelle propre mettant en valeur dans son logo sa dimension mondiale et dans son ouverture d'antenne l'avance technologique de sa diffusion par satellite. L'habillage change à nouveau en 1993, en s'inspirant de celui de TF1 dans la forme rectangulaire tripartite mais en adoptant trois nouvelles couleurs, le vert pour la nature, l'orange pour la terre et le soleil et le bleu pour la mer, qui resteront celles de la chaîne jusqu'en 2005.
Tout comme RFO, Télé Nouvelle-Calédonie adopte le 23 mars 2005 l'identité corporate du groupe France Télévisions qu'elle a intégré durant l'été 2004, en utilisant le même code couleur que la chaîne France Ô, l'orange et le blanc, mais disposé sur deux trapèzes. Pour son passage sur la TNT le 30 novembre 2010, la chaîne se décline dorénavant sous le sigle "1re" en référence à sa place de leader sur son territoire de diffusion et se dote de la même identité visuelle que les autres chaînes du groupe France Télévisions en adoptant un tapèze de couleur jaune faisant référence au soleil des territoires ultramarins.

### Logos

Logo de O.R.T.F. Télé Nouméa du 19 octobre 1965 au 5 janvier 1975
Logo de FR3-Nouvelle-Calédonie du 6 janvier 1975 au 31 décembre 1982
Logo de RFO Nouvelle-Calédonie puis RFO 1 du 1er janvier 1983 au 4 mars 1990
Logo de RFO 1 de 5 mars 1990 au 31 janvier 1999
logo de Télé Nouvelle-Calédonie du 1er février 1999 au 22 mars 2005
Logo de Télé Nouvelle-Calédonie du 23 mars 2005 au 29 novembre 2010
Logo de Nouvelle-Calédonie 1re du 30 novembre 2010 au 28 janvier 2018
Logo de Nouvelle-Calédonie La 1re depuis le 29 janvier 2018

### Slogans
- « Le monde est couleurs » (1993-1997)

## Organisation
Nouvelle-Calédonie La 1re est l'antenne de télévision du pôle média de proximité Nouvelle-Calédonie La 1re Radio - Télé - Internet, déclinaison du pôle Outre-Mer La 1re de France Télévisions.

### Dirigeants
Directeurs régionaux :
- Roger Le Leizour : 1965 - ?
- Alain Le Garrec : 1987 - 07/1991
- Albert-Max Briand : 1991 - 1995
- Wallès Kotra : 1995 - 1998
- Alain Le Garrec : 02/1999 - 30/06/2002
- Gérald Prufer : 01/07/2002 - 08/2004
- Albert-Max Briand : 08/2004 - 5/01/2005 (par intérim)
- Benoît Saudeau : 6/01/2005 - 22/09/2008
- Bernard Joyeux :  23/09/2008 - 28/02/2011
- Wallès Kotra : 1/03/2011 - 9/05/2016
- Jean-Philippe Pascal : Depuis le 18 juillet 2016

Directeurs de l'antenne télévision :
- Maurice Nagou : 2002 - 2005
- Jean-Philippe Lemee : février 2005 - août 2010
- Patrick Durand-Gaillard : 08/2010 - 06/2011 (par interim)
- Nicolas Benoît :  1er juin 2011-Décembre 2012
- Bénédicte Piot-Gambey depuis février 2013

Responsable de la stratégie numérique:
- Gonzague de la Bourdonnaye (depuis 2010)

#### Rédaction en chef
Rédacteurs en chef :
- Marie-Thérèse Guinchard : 1965 - ?
- Henri Vincent
- Henri de Camaret
- Jean-Claude Plesnage : 1988 - 1989
- Daniel Franco : 1989 - 1990
- Jean-Claude Argentin : 1990 - 1993
- Alain Girold : 1994 - 1995
- Alex (Jean-Philippe) Pascal : 1995 - 1997
- Francis Orny : 1998 - 2000
- Frédéric Roman Duchateau : 2001
- Jean-Pierre Germain : 2002 - 2004
- Jean-Marc Peulot : janvier à mai 2005
- Gonzague de la Bourdonnaye : 2005 - 2009
- Léo Lemberton : 1er au 8 mars 2009
- Christine le Hesran : juin 2009 - décembre 2010
- Nathalie Nouzières : 2011-2013
- Valérie Giacomello (2013- 2015)
- Vincent Le Fahler (depuis 2016)

### Budget
Nouvelle-Calédonie La 1re dispose d'un budget versé par Outre-Mer La 1re et provenant pour plus de 90 % des ressources de la redevance audiovisuelle et des contributions de l’État français allouées à France Télévisions. Il est complété par des ressources publicitaires plafonnées à 10 % afin de ne pas anéantir la concurrence.

### Missions
Les missions de Nouvelle-Calédonie La 1re sont de produire des programmes de proximité, de participer à l’interrégionalité à travers la diffusion ou la coproduction d’émissions en collaboration avec Polynésie La 1re et Wallis-et-Futuna La 1re, d'assurer une meilleure représentation de la vie sociale, culturelle, sportive, musicale et économique de l'île dans l'espace mélanésien et à l'international par la coproduction de magazines.

### Siège
Le siège et les studios de télévision de Nouvelle-Calédonie La 1re sont situés sur le Mont Coffyn au 1 de la rue Maréchal Leclerc à Nouméa.

## Programmes
Jusqu'au démarrage de la TNT en Outre-mer, les chaînes de télévision métropolitaines ne sont pas diffusées en Nouvelle-Calédonie. Télé Nouvelle-Calédonie diffuse donc un programme composé de productions propres (1353 heures annuelles en 2002), de programmes issus des autres stations RFO (information, magazines de RFO Paris), mais surtoût de rediffusions ou de reprise en direct des programmes des chaînes du groupe France Télévisions (journaux d'information, magazines, sport, fictions, jeux, films, divertissements et émissions pour la jeunesse), de TF1 (fictions, programmes sportifs, séries et télé-réalité), de M6, d'Arte et de producteurs indépendants.
Depuis le 30 novembre 2010 et l'arrivée des chaînes publiques métropolitaines, Nouvelle-Calédonie 1re a dû accroître ses productions propres, avec 25 % de programmes locaux en plus, donnant la priorité à la proximité et traitant des problèmes économiques et sociaux de l'archipel (émissions spéciales, débats politiques, captation de spectacles, matches de football, messe de minuit, téléthon). La chaîne est désormais libre de choisir elle-même ses programmes et, grâce à l'augmentation de budget dont elle bénéficie, elle dispose des moyens nécessaires pour produire, coproduire et acheter. La possibilité de reprendre certains programmes des chaînes de France Télévisions reste toujours possible et les grands rendez-vous sportifs, notamment le football, le rugby, le tennis, le cyclisme sont désormais tous diffusés en direct par satellite depuis Paris.

### Émissions
Émissions diffusées sur Nouvelle-Calédonie La 1re :
- JT Nouvelle-Calédonie : journal télévisé d'informations locales et régionales de vingt minutes, chaque soir à 19h30
- Infos Midi : spot d'informations de 5 minutes diffusé à 12 h quotidiennement.
- Infosport : Magazine hebdomadaire d'informations sportives (25 min) le lundi soir, à 20 h 00.
- Météo : deux éditions quotidiennes, avant et après le journal local.
- Horoscope (tous les jours sauf le mercredi entre la météo et le journal local) et horoscope chinois (le mercredi).
- Temps de parole : émission débat de personnalités politiques, de la société civile ou d'artistes diffusée quotidiennement à 19 h 15, rediffusé le matin.
- Parler vrai : émission débat (15 min) diffusée le dimanche soir à 19 h 10
- Forum : émission débat mensuelle (1 h 15), le jeudi : thèmes de société ou politiques en période électorale.
- Faut qu'on se parle : émission de débat politique mensuelle (1 h 05) autour d'une personnalité politique locale diffusée le jeudi à 20 h 00.
- D'une île à l'autre : reportages hebdomadaires présentant des individus et leurs activités aux quatre coins de la Nouvelle-Calédonie.
- Courants d'art : magazine artistique
- La Bande Ôriginale : magazine musical
- Zic Clip : magazine musical
- Accord'D'Zil : magazine musical mensuel
- Nouméascope : magazine cinéma.
- Questions de santé : magazine de santé.
- La minute de l'emploi : flash quotidien de cinq minutes le matin (06 h 35) et avant l'édition du midi du journal local.
- Booster : magazine hebdomadaire de 6 minutes destiné aux adolescents.
- Le Bateau Rigolo : émission pour la jeunesse, anciennement Coco Pilou et Kikou les copains.
- Foudre : Série
- #Le Lien: quotidienne du lundi au vendredi, émission de proximité

### Programmes provenant des partenaires
Stations d'Outre-Mer La 1re :
- Journaux télévisés de Polynésie La 1re (diffusé à 4 h 40) et de Wallis-et-Futuna La 1re (diffusé à 4 h 15).

Autres chaînes :
- Journal d'Euronews pour les informations internationales le week-end (à 19 h).
- Objectif aventure (magazine d'aventure pour la jeunesse dont la dernière édition s'est déroulée en Nouvelle-Calédonie, Eurêka!, créé initialement et coproduit avec la chaîne suisse TSR et la chaîne québécoise VRAK).

Non diffusées en Métropole :
- telenovelas: Luna, La Heredera (Caracol, Colombie, anciennement diffusée), Muñeca brava (Telefe, Argentine, anciennement diffusée), El Diablo (Telemundo, États-Unis, diffusée), Clap ... le lieu de tes rêves (Televisa, Mexique, anciennement diffusée), Marimar (Televisa, Mexique, anciennement diffusée), Marina (Televisa, Mexique, anciennement diffusée), Rosalinda (Televisa, Mexique, anciennement diffusée), La Fille du jardinier (TV Azteca, Mexique, diffusée), Barbarita, les couleurs de l'amour (RCTV, Venezuela, anciennement diffusée), Au cœur du péché (Rede Globo, Brésil, anciennement diffusée).
- série nord-américaine: Total Recall 2070 (science-fiction, OnTV, Canada).

## Diffusion
La chaîne fut diffusée pendant 45 ans dans les archipels de la Nouvelle-Calédonie sur le réseau analogique hertzien VHF et UHF SÉCAM via 51 émetteurs TDF qui ont tous été éteints le 27 septembre 2011 vers 10 h, date du passage définitif de la Nouvelle-Calédonie au tout numérique terrestre.
Nouvelle-Calédonie La 1re est diffusée dans la collectivité de Nouvelle-Calédonie sur le premier canal du multiplex ROM1 de la TNT sur quarante-cinq émetteurs TDF (auxquels s'ajoutent cinquante-et-un émetteurs mis en place par les collectivités locales) au standard UHF PAL MPEG-4 et au format 16/9 en 1080i (HD) depuis le 30 novembre 2010.
Elle est aussi diffusée par satellite en haute définition sur Canalsat Calédonie. 